# Soufiyan Bouqantar
Soufiyan Bouqantar, född 30 augusti 1993, är en marockansk långdistanslöpare.

## Karriär
Bouqantar tävlade för Marocko vid olympiska sommarspelen 2012 i London, där han blev utslagen i försöksheatet på 5 000 meter. Vid olympiska sommarspelen 2016 i Rio de Janeiro blev Bouqantar utslagen i försöksheatet på 5 000 meter.
I augusti 2021 vid OS i Tokyo blev Bouqantar återigen utslagen i försöksheatet på 5 000 meter.